# Dourados EC
Dourados EC  was een Braziliaanse voetbalclub uit Dourados in de staat Mato Grosso do Sul. 

## Geschiedenis
De club speelde in 1979 in de eerste editie van het Campeonato Sul-Mato-Grossense en werd in de eerste ronde uitgeschakeld. Hierna duurde het tot 1991 vooraleer ze er opnieuw speelden. In 1994 werd de club tweede in de eerste fase achter Comercial en plaatste zich zo voor de halve finale tegen Pontaporanense, maar verloor deze. Hierna nam de club niet meer deel aan de competitie.